# Party (film 1996)
Party è un film del 1996 diretto da Manoel de Oliveira frutto della collaborazione usuale, per quanto riguarda la sceneggiatura, con la scrittrice Agustina Bessa-Luís e, per quanto concerne l'interpretazione, con l'attrice Leonor Silveira, presente in tutti i film del regista a partire da I cannibali. Girato nell'isola di São Miguel nelle Azzorre. Proiettato per la prima volta alla Mostra internazionale d'arte cinematografica nel 1997.

## Trama
La prima parte del film è girata all'esterno della lussuosa abitazione di Rogério e Leonor, a parte le scene iniziali che fanno da scenografia all'uomo, piene di oggetti di valore e artistici. I due danno un party in occasione dei loro dieci anni di matrimonio, anni riassunti subito in raffinate battute il cui approfondimento fa emergere l'inquietudine della donna e l'apatia dell'uomo. In un'atmosfera gravida di pioggia e molto ventosa, tra anonimi ed eleganti invitati fanno irruzione Irene e Michel, due amanti, una famosa attrice greca intelligente ancor bella e un casanova sulla via del tramonto ma ancora nel pieno del suo ruolo, tanto da incantare profondamente Leonor. Nella seconda coppia è la visione di Irene a dirigere il rapporto, visione che lei esprime, ad esempio, attraverso un'osservazione che rivolge a Rogério su una ragazza convitata al party, alla moda ma volgare. Irene considera che oltre l'effimero abita il ridicolo e osserva al contrario la raffinata eleganza naturale di Leonor.  Leonor si apparta con Michel e in una battuta esprime tutto il suo humour e la sua leggerezza: nella guerra dei sessi Michel sarebbe un generale e il marito una recluta. Un forte vento chiude la parte del film in esterno, gli invitatati fuggono via, gli ombrelloni volano. Cinque anni dopo le due coppie si ritrovano all'interno della villa, fuori c'è una forte pioggia battente, la ricchezza fa da ostacolo alla conoscenza, i personaggi si sporgono da una statua o da un ricco vassoio di cibo per entrare in contatto tra loro. Nulla è cambiato nella dinamica dei rapporti, Michel e Leonor sono legati sempre in modo magnetico, sembra che la loro intesa stia arrivando a rivoluzionare i loro rispettivi ménage, ma, di fatto, le passioni e le intelligenze che si incrociano risulteranno più volgari e ridicole del ritorno al punto di partenza. Leonor, che ha già fatto le valigie per lasciare la soffocante ricchezza di Rogério, scopre che suo marito si è venuto a trovare in disgrazia, rientra nel portone riparandosi così da una pioggia torrenziale. Michel non resiste al richiamo di Irene, il nervoso suono del clacson che ordina il ritorno a bordo preludio di una moderna sgommata.